# Cleome strigosa
Cleome strigosa là một loài thực vật có hoa trong họ Màng màng. Loài này được (Bojer) Oliv. mô tả khoa học đầu tiên năm 1868.